# Seninka
Seninka est une commune du district de Vsetín, dans la région de Zlín, en République tchèque. Sa population s'élevait à 302 habitants en 2020.

## Géographie
Seninka se trouve à 8 km au sud de Vsetín, à 23 km à l'est-nord-est de Zlín et à 270 km à l'est-sud-est de Prague.
La commune est limitée par Liptál au nord-ouest, par Lhota u Vsetína au nord, par Leskovec et Valašská Polanka à l'est, par Prlov au sud, et par Jasenná à l'ouest.

## Histoire
La première mention écrite du village date de 1503.